# گاه‌شمار قرآن
در این صفحه سیر تاریخی حوادث و رخدادهای مربوط به قرآن طبق سنت اسلامی گردآوری شده است.

## رخدادها

### در زمان محمد
- ۲۲ دسامبر ۶۰۹ میلادی، محمد بخشی از قرآن به نام سوره علق را پس از دریافت آن از جبرئیل در غار حرا بازگو کرد.
- ۶۱۰ میلادی، محمد دومین سوره به نام مدثر را مطرح می‌کند.[۱]
- ۶۲۲ میلادی، بقره نخستین سوره پس از هجرت نازل می‌شود.[۲]
- ۶۲۴ میلادی، سورهٔ انفال غزوهٔ بدر را نام می‌برد.[۳]
- ۶۳۲ میلادی، نزول مائده.[۴]

### پس از محمد
- ۶۳۳ میلادی، به دستور ابوبکر قرآن به شکل یک کتاب نوشته می‌شود.
- قرآنی در دانشگاه بیرمنگام بین ۵۶۸–۶۴۵ تاریخ گذاری شده است.
- ۶۵۳ میلادی، تنظیم مصحف عثمان.[۵]
- ۶۵۷ میلادی، نیروهای معاویه در نبرد صفین قرآن بر سر نیزه کردند.
- نسخه‌های خطی صنعا بین ۶۶۱–۶۷۱ میلادی تاریخ گذاری شده‌اند.[۶]
- ۷۶۹ میلادی، نخستین تفسیر قرآن
- ۸۵۹ میلادی، نخستین مدرسه اسلامی به عنوان مدرسه قرویین ساخته شد.[۷]
- ۸۸۳ میلادی، تفسیر طبری تکمیل شد.
- ۸۸۴ میلادی، نخستین ترجمه کامل قرآن نوشته می‌شود.[۸]
- ۱۶۴۹ میلادی، نخستین ترجمه قرآن به انگلیسی به دستور چارلز یکم.[۹]